# والاس أوسغود فين
والاس أوسغود فين (بالإنجليزية: Wallace Osgood Fenn)‏ (27 أبريل 1893 - 20 سبتمبر 1971) كان فيزيولوجيا بارزا، ورئيساً لقسم علم وظائف الأعضاء في جامعة روتشستر من 1925 إلى 1959. كما ترأس مركز علوم الفضاء بالجامعة من 1964 إلى 1966. وكان أيضا رئيس الجمعية الفسيولوجية الأمريكية، ورئيس المعهد الأمريكي للعلوم البيولوجية، ورئيس الاتحاد الدولي للعلوم الفسيولوجية. وقد تم الاعتراف دوليا بعمله على الحرارة الناتجة عن العضلات، واستخدام الأكسجين من قبل الجهاز العصبي، وتوازن البوتاسيوم في العضلات، وصفته صحيفة نيويورك تايمز بأنه «أخصائي فيزيولوجي رائد». ومن بين الشهادات الأخرى: شهادات فخرية من جامعة شيكاغو، وجامعة بروكسل، ومن جامعة باريس، فضلا عن الجوائز التالية: جائزة فلترينيل الدولية للطب التجريبي وجائزة غوغنهايم للأكاديمية الدولية للملاحة الفضائية.

## حياته
ولد فين في لينسبوروغ (ماساتشوستس). تخرج من جامعة هارفارد في عام 1914. عمل الدراسات العليا والدكتوراه. كان مدربا في كلية الطب بجامعة هارفارد من 1919 إلى 1923. ثم درس في معهد روكفلر لمدة سنتين. وفي وقت لاحق، تولى منصبه كرئيس لقسم علم وظائف الأعضاء في جامعة روتشستر، حيث بقي حتى عام 1959. وهو متخصص في علم وظائف الأعضاء من العدائين، ثم في مجال الطيران، وبعد ذلك في استكشاف الفضاء. ووصفه نعي الجمعية الفسيولوجية الأمريكية بأنه «رجل متواضع مخلص الذي تجنب الأضواء ولم يسيطر أبدا على اجتماع أو محادثة، لكنه كان قويا عند الحاجة وكان له طابع دافئ».

## التسلسل الزمني لحياته
- 1893: ولد في 27 أغسطس / آب في لانيسبورو بولاية ماساتشوستس
- 1910: تخرج من مدرسة كامبريدج اللاتينية، كامبريدج، ماس
- 1917-1918: ملازم ثان، الجيش الأمريكي، فيلق صحي
- 1919: دكتوراه، جامعة هارفارد (فسيولوجيا النبات)
- 1919-1922: مدرس في علم وظائف الأعضاء التطبيقي، كلية هارفارد الطبية
- 1922-1924: زميل ترابيلينغ، معهد روكفلر
- 1924-1959: أستاذ ورئيس علم وظائف الأعضاء، كلية الطب بجامعة روتشستر وطب الأسنان
- 1962-1966: مدير مركز علوم الفضاء، جامعة روتشستر
- 1961-1971: أستاذ الفسيولوجيا المتميز
- 1971: توفي في 20 سبتمبر في روتشستر، نيويورك، بعد مرض قصير

## جوائزه
- 1949: جائزة جون ف. لويس، الجمعية الفلسفية الأمريكية
- 1958: جائزة جمعية خريجي جامعة روتشستر الطبية
- 1961: شهادة الجدارة، أكاديمية روتشستر للطب
- 1964: جائزة دانيال وفلورنسا غوغنهايم، الأكاديمية الدولية للملاحة الفضائية
- 1964: جائزة أنطونيو فيلترينيلي الدولية للطب التجريبي، أكادميا نازيونال دي لينسي، روما
- 1967: جائزة الإنجاز البحثي، جمعية القلب الأمريكية
- 1971: ميدالية يوهانس مولر، الجمعية الفسيولوجية الألمانية
- 1971: ميدالية فيل موناكو

## شهادات فخرية
- 1950: جامعة شيكاغو، شهادة دكتوراه
- 1959: جامعة سان ماركوس، بيرو، أستاذ
- 1960: ونيفرسوت دي باريس، دكتور
- 1965: جامعة بروكسل الحرة، دكتور
- 1965: جامعة روتشستر، دكتوراه

## للمزيد من القراءة
- Wallace O. Fenn, 1893-1971: memories and facts from friends here and abroad
- A Memorial service for Wallace Osgood Fenn, 1893-1971; Whipple Auditorium, University of Rochester, Medical Center, October 4, 1971, at 4:00 P.M.
- Hermann Rahn: In memoriam: Wallace O. Fenn, 1893-1971
- National Academy of Sciences Biographical Memoir